# Shaha Riza
Shaha Ali Riza (née à Tripoli en Libye) est un ancien membre britannique de la Banque mondiale. Elle fait à présent partie du département d'État des États-Unis. 

## Biographie
De nationalité britannique, Shaha Riza a été élevée en Libye. Elle est étudiante au St Antony's College d'Oxford. 
En 1991, Shaha Riza intègre le National Endowment for Democracy.
Depuis le milieu des années 1990, elle entretient une relation avec Paul Wolfowitz, secrétaire adjoint de la Défense des États-Unis de 2001 à 2005 et directeur de la Banque mondiale de 2005 à 2007.
Elle fut responsable de la communication de la Banque mondiale pour le Moyen-Orient. Peu après l'arrivée de Paul Wolfowitz comme président de la Banque mondiale en 2005, elle est nommée au département d'État des États-Unis.